# Abigail (biblisk person)
Abigail var en israelisk kvinna i Gamla testamentet, gift först med Nabal och därefter med kung David som hans tredje hustru. 
Abigail beskrivs som en av sju kvinnliga judiska profeter, vid sidan av Mirjam, Debora, Hanna, Sara, Huldah och Ester.
Hennes första make Nabal stod i opposition till David. Abigail övertalade David att inte söka hämnd. När hon talade om för Nabal vad hon hade gjort, avled han, och David gifte sig med henne. Hon beskrivs som vacker och intelligent och följde David på hans krigståg. Hon blev mor till Davids andra son Chileab (Daniel). 